# An American Crime
 (janvier 2022).
Si vous disposez d'ouvrages ou d'articles de référence ou si vous connaissez des sites web de qualité traitant du thème abordé ici, merci de compléter l'article en donnant les références utiles à sa vérifiabilité et en les liant à la section « Notes et références ».
Pour plus de détails, voir Fiche technique et Distribution.
An American Crime est un film américain réalisé par Tommy O'Haver, sorti en 2007.
Bien que présenté au Festival de Sundance, le film n'a été diffusé qu'à la télévision.

## Synopsis
À l'été 1965, M. et Mme Likens confient leurs filles Sylvia et Jenny à la garde d'une femme au foyer, Gertrude Baniszewski. Pendant plusieurs mois, cette dernière, aidée de ses enfants, séquestrera et torturera Sylvia à mort dans la cave de leur maison en Indiana.

## Fiche technique
- Titre : An American Crime
- Réalisation : Tommy O'Haver
- Scénario : Tommy O'Haver, Irene Turner
- Photographie : Byron Shah
- Montage : Melissa Kent
- Musique : Alan Ari Lazar
- Casting : Anya Colloff, Judy Cook, Amy McIntyre Britt et Michael V. Nicolo
- Création des décors : Nathan Amondson
- Direction artistique : Zach Bangma
- Décorateur de plateau : Lisa Alkofer
- Costumes : Alix Hester
- Société de production : First Look International, Killer Films, Showtime Networks
- Producteurs : Jocelyn Hayes, Katie Roumel, Kevin Turen, Christine Vachon et Henry Winterstern
- Coproducteur : Hans C. Ritter
- Producteurs exécutifs : Pamela Koffler et John Wells
- Pays d'origine :  États-Unis
- Genre : Drame, Film policier, Film biographique
- Durée : 98 minutes
- Dates de sortie :
  -  États-Unis : 19 janvier 2007 (présentation au Festival de Sundance), 10 mai 2008 (première diffusion TV), 19 août 2008 (sortie en DVD)
  -  France : 1er juin 2011 (sortie DVD)
- Public : Interdit aux moins de 12 ans.

## Distribution
- Elliot Page (VF : Jessica Monceau[1])  : Sylvia Likens (crédité Ellen Page)
- Catherine Keener (VF : Déborah Perret[1]) : Gertrude Baniszewski
- Ari Graynor : Paula Baniszewski
- Hayley McFarland : Jennie Likens
- Nick Searcy (VF : Bernard Métraux) : Lester Likens
- Romy Rosemont (VF : Marie-Martine[1]) : Betty Likens
- Brian Geraghty (VF : Yannick Blivet[1]) : Bradley
- Michael Welck : Teddy Lewis
- Evan Peters (VF : Alexandre Nguyen[réf. souhaitée]) : Ricky Hobbs
- Scott Eastwood : Eric
- Channing Nichols : Patty
- James Franco : Andy
- Jeremy Sumpter : Coy Hubbard
- Scout Taylor-Compton : Stephanie Baniszewski
- Tristan Jarred : Johnny Baniszewski
- Hannah Leigh Dworkin : Shirley Baniszewski
- Bradley Whitford (VF : Olivier Destrez) : Procureur Leroy K. New
- Michael O'Keefe : Révérend Bill Collier
- Carlie Westerman : Marie Baniszewski

## Autour du film
- Le sujet du film An American Crime est tiré d'une histoire vraie : en 1965, Sylvia Likens, une adolescente, fut séquestrée, sauvagement battue et tuée par Gertrude Baniszewski avec l'aide de jeunes, dont ses propres enfants, dans une cave.
- Un film traitant du même sujet, The Girl Next Door, est également sorti fin 2007.

### Critiques
Le film a été présenté au festival de Sundance en 2007. Il faudra pourtant attendre 2011 pour que le film soit disponible en DVD, et il ne passa jamais au cinéma.
Les critiques sont excellentes concernant le jeu des acteurs, parfaits dans leurs rôles. Comparé à The Girl Next Door, qui s'inspire de la même histoire, An American Crime est plus éloigné de la réalité quant à la psychologie des personnages, avec une trame narrative presque scientifique, tandis que The Girl Next Door dépeint avec horreur la torture subie par Sylvia et l'absence de remords de ses tortionnaires.
La surprise est venue du réalisateur, plus habitué aux comédies qu'aux films dramatiques.
D'aucuns prétendent que le film est presque aseptisé du fait que les scènes de tortures subies par Sylvia sont occultées ou suggérées. Pour d'autres, cela permet de ne pas sombrer dans le voyeurisme et de plutôt se concentrer sur le jeu des acteurs et la psychologie des personnages.